# Mohria hirsuta
Mohria hirsuta là một loài dương xỉ trong họ Anemiaceae. Loài này được J.P. Roux mô tả khoa học đầu tiên.